# サン＝ゴアゼック
サン＝ゴアゼック （Saint-Goazec、ブルトン語:Sant-Wazeg）は、フランス、ブルターニュ地域圏、フィニステール県のコミューン。

## 地理

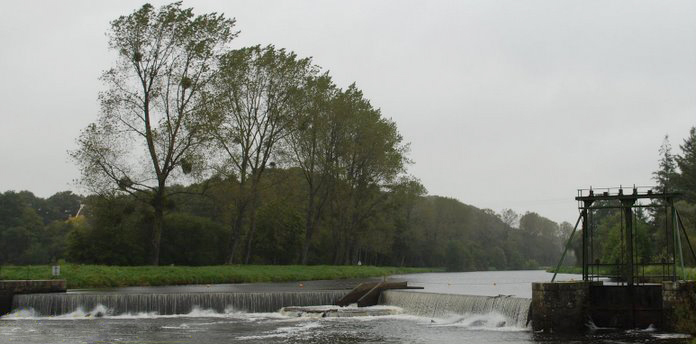
川の堰

サン＝ゴアゼックは、北を水路整備されたオーヌ川と、西側をオーヌ川支流と境界を接している。コミューンは非常に起伏が激しい地形をしており、ノワール山地の峰がいくつかある。オーヌ川谷にある、コミューン南端の山Roc'h an Aotroùは標高304mである。Menez an Dug山の麓にオデ川の水源がある。

## 歴史
一部の作家たちによれば、サン＝ゴアゼックの名の発祥は聖パトリキウスの弟子でアイルランドで司教となったWoazecまたはGwazecからきているという。名前が記されたのは遅く、これが唯一のSant Wazecであった可能性がある。その名は文字通り『水源や流れのある豊かな谷』を意味する。
サン＝ゴアゼックはコンコルダートの時にラズ教区から分離されて独立した教区となった。サン＝ゴアゼックはかつて二番手の小教区であった。サン＝ゴアゼックはかつて封建領主であるラズ領主に依存しており、ラ・ロッシュやラズの教区はコルヌアイユ司教座に属していた。以下の名称がかつて書き残された。Saint Goazec（1643年）、Saint Ouazec（1695年）、Saint Goazec（1700年）である。
1486年、ラズ領主たちはサン＝ゴアゼックにあるメングルズ・モゲール（Mengleuz-Moguer）と呼ばれる場所でスレート石の切り出しを行っていた。15世紀から16世紀にかけ、サン＝ゴアゼックのスレート石でカンペールのサン・コランタン大聖堂やルーアンのサン・マクルー教会の屋根がふかれた。
1601年、トレヴァレズの城と荘園はジャン・ド・ランロエ（Jean de Linloët）の所有だった。この土地は1623年にラ・ロッシュ・エ・ラズ侯爵夫人アンヌ・ド・コアタヌズルとその家族に継承された。その後土地はトレヴァレズに住むケルヌズヌ家のものとなった。そしてトレゴアゼックの土地はモンジャレ・ド・ケルジェギュ家が直後に取得した。面積は2600ヘクタール、農地は1200ヘクタールで40箇所の農場に分割されていた。700ヘクタールは荒地、700ヘクタールは森であった。
サン＝ゴアゼックは過去数世紀（18世紀から19世紀）にかけ行われていた、材料を森から調達したサボ（木靴）製造と炭焼きで知られていた。スレート石の切り出しは1950年代から1960年代にかけて中断された。
リック採石場はブルターニュ最大級の規模であった。深さ80m、全長180m、幅は160mあった。元々はメングルズ・モゲールの名で操業していた。1866年にケルジェギュ家が採石場の名を変えた。1904年には170人の石工が働いていたが、第一次世界大戦と世界大恐慌が原因で減少した（1935年には12人が働いていたにすぎなかった）。第二次世界大戦後に閉鎖されたが、1960年代から1980年代にささやかであるが一時的に職人の手による採石を再開していた。
1847年、ルイ・ド・ケルジェギュによってトレヴァレズ農業学校が開校した。1865年、本校がノワール山地中心部にあるケルヴァゼックに移転した。面積188ヘクタールのうち40ヘクタールが農地、16ヘクタールの牧草地、118ヘクタールの森林を持つ農業高校は1866年に開校した。学校で毎年十数人の実習生が学んだ。農業学校は栽培、灌漑、排水、飼料のやり方など新しい方法の普及に努めた。

## 人口統計
| 1962年 | 1968年 | 1975年 | 1982年 | 1990年 | 1999年 | 2006年 | 2010年 |
| ------ | ------ | ------ | ------ | ------ | ------ | ------ | ------ |
| 1042   | 976    | 845    | 876    | 771    | 725    | 707    | 699    |

参照元:1999年までEHESS、2000年以降INSEE

## 史跡
トレヴァレズ城 - フランス歴史文化財。1968年にフィニステール県議会によって修復された。